# 吾方佑名
吾方 佑名（あがた ゆうな、1978年1月17日 - ）は、日本の気象予報士・モデル・キャスター。所属事務所はグランディア。

## 略歴
- 大学在学中に月刊ファッション誌「Ray」の専属モデルオーディションでグランプリに選ばれモデルデビュー。
- 2000年にBSフジ『週刊スポーツTV』にスポーツレポーターとしてレギュラー出演したのをきっかけに、レポーターやキャスターとしても活動を開始。その後、ドラマや映画にも出演。なお、2000年代前半はディスカバリー・エンターテインメントに所属していた。
- 2010年10月に国家資格である気象予報士の資格を取得。時期は不明だが、グランディアに移籍。
- 2011年4月から1年間、NHK BS1『ワールドWaveモーニング』で「世界の天気」のコーナーを担当。世界中で起こる様々な気象現象を、海外のニュースソースやCG・動く天気図などを使い、分析・解説をおこなっていた。
- 2001年から芸名を平仮名表記のあがたゆうなに変更して活動していたが、『ワールドWaveモーニング』出演を機に漢字表記の吾方佑名に戻している。
- 2012年秋からはグランディアに加えて、多くの気象予報士を擁するウェザーマップにも所属。
- 2017年春に第一子となる女児を出産した[1]。

## 出演

### テレビ
レギュラー
- 週刊スポーツTV（BSフジ、2000年12月3日 - 2001年5月13日）
- スーパースポーツマガジン（BS日テレ、2003年4月 - ）
- ARISTRIS野蝶王国（サムライTV）
- KOMEいいじゃん（CS、2000年12月 - 2001年2月）
- ダウンタウン☆セブン（TBS、2001年10月7日 - 2003年3月）
- エンタマ（フジテレビ）
- ワンダフルライフ（フジテレビ、2004年4月 - 7月）
- TOKYO MX NEWS 気象キャスター（東京メトロポリタンテレビジョン、2012年10月 - 2017年2月）

準レギュラー
- 井上透のコーチングLAB（JCTV）
- オグラ式ビューティースタイル（GyaO、MC）
- 5時に夢中!（東京メトロポリタンテレビジョンレポーター）
- ワールドWaveモーニング（NHK BS1、2011年4月 - 2012年3月、天気担当）

ゲスト
- 発掘!あるある大事典（関西テレビ、2000年11月5日）
- ケロケロキングPR番組（デジキューブ、2000年11月9日 - 11月15日）
- チノパン（フジテレビ、2000年11月29日）
- トゥナイト2（テレビ朝日、2000年11月30日）
- BSフジ開局おめでとう!本日限定!新番組"全部見せちゃう"スペシャル!!（フジテレビ・BSフジ、2000年12月1日）
- ダイヤモンドガール（フジテレビ、2003年4月）
- 君が思い出になる前に（フジテレビ、2004年8月24日）
- 世にも奇妙な物語（フジテレビ、2005年4月12日）
- こちら!カタムキテレビ制作会社（GyaO）
- Ns'(ナース)あおい - 日比谷夏樹役
- 夢の扉 〜NEXT DOOR〜
- 新・美味しんぼ（フジテレビ、2007年1月20日）

### CM
- 電気のセキド
- コカ・コーラ
- 日清食品 焼豚屋
- バンダイ SDガンダム GENERATION NEO
- コムロ美容外科
- 北陸銀行
- 日新メディコ Air Stocking
- 藤沢薬品 プレコール
- Reckitt Benckiser Japan Ltd. エアーウィック「私の相棒編」
- 日清オイリオグループ 「からだに大豆　やさしい油」

### スチル
- コナミスポーツ ストレッチDVD
- NTTドコモ FOMAカタログ、P-inカタログ
- ヤマザキデイリーストアー広告
- デックス東京ビーチ館内ガイドブック
- コムロ美容外科
- 富士通プリンター雑誌広告
- 日新メディコ Air Stocking
- ベルーナカタログ
- セシールカタログ

### 映画
- フィスト・オブ・フューリー
- 明日があるさ THE MOVIE
- 天使の牙 B.T.A.
- FIGHT☆GIRLS - エリ役

### ラジオ
- LUCKY LEGSのへなちょこキック
- てつろうのMUSIC MAGIC

### 雑誌
- Ray専属モデル（1997年、主婦の友社）
- ViViメークモデル（1999年、講談社）
- アップタイト（秋・冬コレクション）
- 東京ゆかた
- ポタ
- YOKOHAMA Walker（角川マーケティング）
- Hot Dog PRESS2000年11月13日号
- i-Cupid2001年2月号
- 週刊トトチャンス2001年3月20日号
- キャンギャルコレクション2001パート3
- 遊タウン

### その他
- KOMEいいじゃん感劇空間旗揚げ公演 ゲスト出演 「地球滅亡と僕」（2001年2月10日）
- MicrosoftXbox用ソフト Style Laboratoryショーモデル
- 東京ゲームショウ2001（2001年10月12日 - 10月14日）
- サマンサ・タバサファッションショー（2003年8月）
- ファンダンゴガールズデュエットカラオケ

## 引用元
1. ↑  御報告-吾方佑名オフィシャルブログyuuna,s eye